# Kontroverze 10 agorot

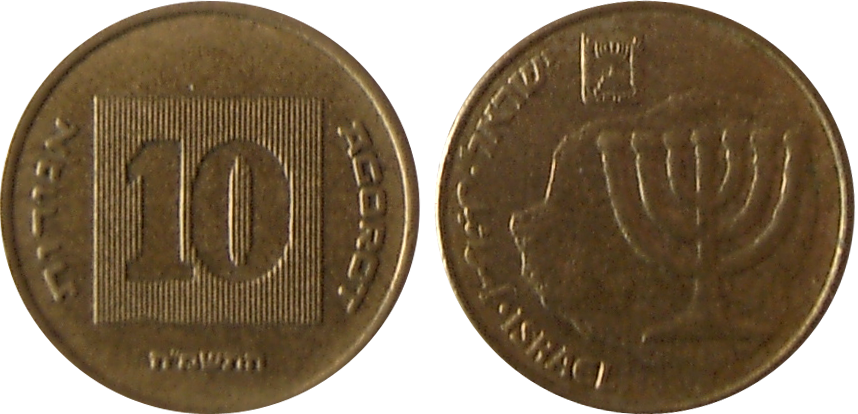
mince 10 agorot

Grafická ztvárnění mince 10 agorot byla v minulosti objektem kontroverze. Na tiskové konferenci svolané předsedou Organizace pro osvobození Palestiny (OOP) Jásirem Arafatem na 13. prosince 1988 do Ženevy Arafat tvrdil, že rub mince znázorňuje mapu Velkého Izraele, který „jde od Středozemí po Mezopotámii, od Rudého moře po Eufrat“ a tudíž odráží sionistický expanzionismus. Toto tvrzení popřela Banka Izraele, s odůvodněním, že návrh mince byl vybrán kvůli její historické hodnotě a vychází z podoby mince z období 37–40 př. n. l. během římského obléhání Jeruzaléma, za posledního hasmonejského krále Matiáše Antigona II. Mnoho fotografií těchto starověkých mincí se nachází v Projektu menorová mince (Menorah Coin Project). 
Grafické ztvárnění motivu od Natana Karpa se poprvé objevilo na staré 100 šekelové minci, která byla vydaná Bankou Izraele 2. května 1984. Když byl šekel nahrazen novým izraelským šekelem (NIS) (září 1985) byla grafická podoba použita na novou minci 10 agorot, která odpovídá hodnotě staré stošekelové mince. Motiv byl také použit jako symbol Banky Izraele.